# أنا لست ساحرة (فلم)
أنا لست ساحرة (بالإنجليزية: I Am Not a Witch)، هُو فيلم دراما دولي صدر سنة 2017، أخرجته وكتبت نصه المُخرجة رونغانو نيوني. عُرض الفيلم ضمن فئة Directors' Fortnight خلال مهرجان كان السينمائي 2017، كما فازت نيوني رُفقة مُنتجة الفيلم إيميلي مورغان بجائزة الأكاديمية البريطانية لأفضل بداية إخراجية لكاتب أو مُنتج أو مُخرج بريطاني ‏ ضمن حفل توزيع جوائز الأكاديمية البريطانية الواحد والسبعين ‏. اختير الفيلم ليكون الترشيح الرسمي للمملكة المُتحدة للتنافس على جائزة الأوسكار لأفضل فيلم دولي طويل ضمن حفل توزيع جوائز الأوسكار الحادي والتسعين، لكنه لم يدخل ضمن القائمة النهائية للجائزة.

## وصلات خارجية
- مقالات تستعمل روابط فنية بلا صلة مع ويكي بيانات